# Nicholas Gruner
Nightingale Nicholas Gruner, conhecido como Padre Gruner (4 de maio de 1942 - 29 de abril de 2015), foi um sacerdote católico romano de posição tradicionalista especialista e promotor da mensagem de Nossa Senhora de Fátima, uma aparição da Virgem Maria em Fátima, Portugal, em 1917.

## Biografia
O quinto de sete filhos, padre Gruner nasceu em Montreal, Canadá, de Malcom e Jessie (née Mullally) Gruner. Sua avó paterna alegou que a família tinha ligação com Florence Nightingale. Ele é graduado da Universidade McGill com pós-graduação em teologia na Pontifícia Universidade São Tomás de Aquino em Roma.
Gruner começou um apostolado na década de 1970 para promover a mensagem de Fátima. Ele foi ordenado em Avellino, Itália, em 22 de agosto de 1976 por Dom Pasquale Venezia.
Em 1978, ele lançou publicações periódicas dedicadas à Nossa Senhora de Fátima, que foi um jornal cujo foco era a recitação do Santo Rosário, até que padre Gruner passou a se concentrar particularmente na controvérsia da consagração da União Soviética.
Pe. Gruner morreu na noite de 29 de abril de 2015, de um ataque cardíaco súbito enquanto trabalhava em seu escritório 'Fatima Center'.

## Suspensão
Pe. Gruner foi ordenado por seu superior eclesiástico para voltar à diocese de sua incardinação. Ele também foi advertido de que caso não o fizesse, receberia uma suspensão "a divinis" (a perda da licitude para celebrar a missa, ouvir confissões, etc.). Ele não retornou e, posteriormente, em 1996, foi suspenso de suas funções sacerdotais pelo Bispo de Avellino, e, em seguida, recorreu da suspensão.
O apelo não teve sucesso. Em setembro de 2001, a Congregação para o Clero afirmou que a suspensão do Padre Gruner foi "confirmada por uma sentença definitiva do Supremo Tribunal da Assinatura Apostólica."  Conforme o próprio sacerdote, a suspensão, na verdade, nunca aconteceu. Gruner foi posteriormente incardinado na Arquidiocese de Hyderabad, mas teoricamente suspenso. A Arquidiocese Católica de Toronto e da Diocese de Londres, Ontário, advertiram aos paroquianos a não apoiar a organização do padre Gruner.
Em 23 de outubro de 2012 o padre Gruner, juntamente com o procurador Christopher Ferrara, apareceu na sede da União Europeia em Estrasburgo para apoiar uma proposta de declaração do Parlamento da União Europeia apelando para o papa Bento XVI realizar a Consagração da Rússia ao Imaculado Coração de Maria. Gruner e Ferrara foram convidados a falar numa conferência de imprensa pelos patrocinadores do movimento, os deputados Mario Borghezio e Lorenzo Fontana.

## Morte
O Padre Gruner morreu em 29 de abril de 2015 de um ataque cardíaco fulminante.
Sua Missa Solene Pontifical de Réquiem foi celebrada pelo bispo Dom Bernard Fellay, superior geral da Fraternidade Sacerdotal São Pio X, fraternidade católica tradicionalista, em 9 de maio às 9:30 da manhã no Scotiabank Convention Centre, 6815 Stanley Avenue, Niagara Falls, Ontário, no Canadá. A cerimônia foi transmitida ao vivo pela Fátima TV